# Dvorovi
Dvorovi so naselje v občini Bijeljina, Bosna in Hercegovina. 

## Deli naselja
Dijelovi, Dvorovi, Gajevi, Haništa, Nova Ljeskovača, Rakići in Stara Ljeskovača.

## Prebivalstvo
| Pregled števila prebivalcev po letih | Pregled števila prebivalcev po letih | Pregled števila prebivalcev po letih | Pregled števila prebivalcev po letih | Pregled števila prebivalcev po letih | Pregled števila prebivalcev po letih |
| ------------------------------------ | ------------------------------------ | ------------------------------------ | ------------------------------------ | ------------------------------------ | ------------------------------------ |
| 1948                                 | 1953                                 | 1961                                 | 1971                                 | 1981                                 | 1991                                 |
| -                                    | -                                    | -                                    | 1.648                                | 1.710                                | 1.814                                |

| Narodna sestava prebivalstva po letih                                                                                            | Narodna sestava prebivalstva po letih                                                                                               | Narodna sestava prebivalstva po letih                                                                                             |
| --- | --- | --- |
| 1971 | 1981 | 1991 |
| . skupaj: 1.648 Srbi 1.602 (97,20 %) Hrvati 14 (0,84 %) Muslimani 0 (0,00 %) Jugoslovani 0 (0,00 %) drugi in neznano 32 (1,94 %) | . skupaj: 1.710 Srbi 1.045 (61,11 %) Hrvati 10 (0,58 %) Muslimani 2 (0,11 %) Jugoslovani 627 (36,66 %) drugi in neznano 26 (1,52 %) | . skupaj: 1.814 Srbi 1.667 (91,89 %) Hrvati 13 (0,71 %) Muslimani 7 (0,38 %) Jugoslovani 77 (4,24 %) drugi in neznano 50 (2,75 %) |